# Maria Anna de Bavaria (1805-1877)
Prințesa Maria Anna de Bavaria (germană Maria Anna Leopoldine Elisabeth Wilhelmine von Bayern; 27 ianuarie 1805 - 13 septembrie 1877) a fost, prin căsătorie, regină a Saxoniei din 1836 până în 1854.

## Biografie

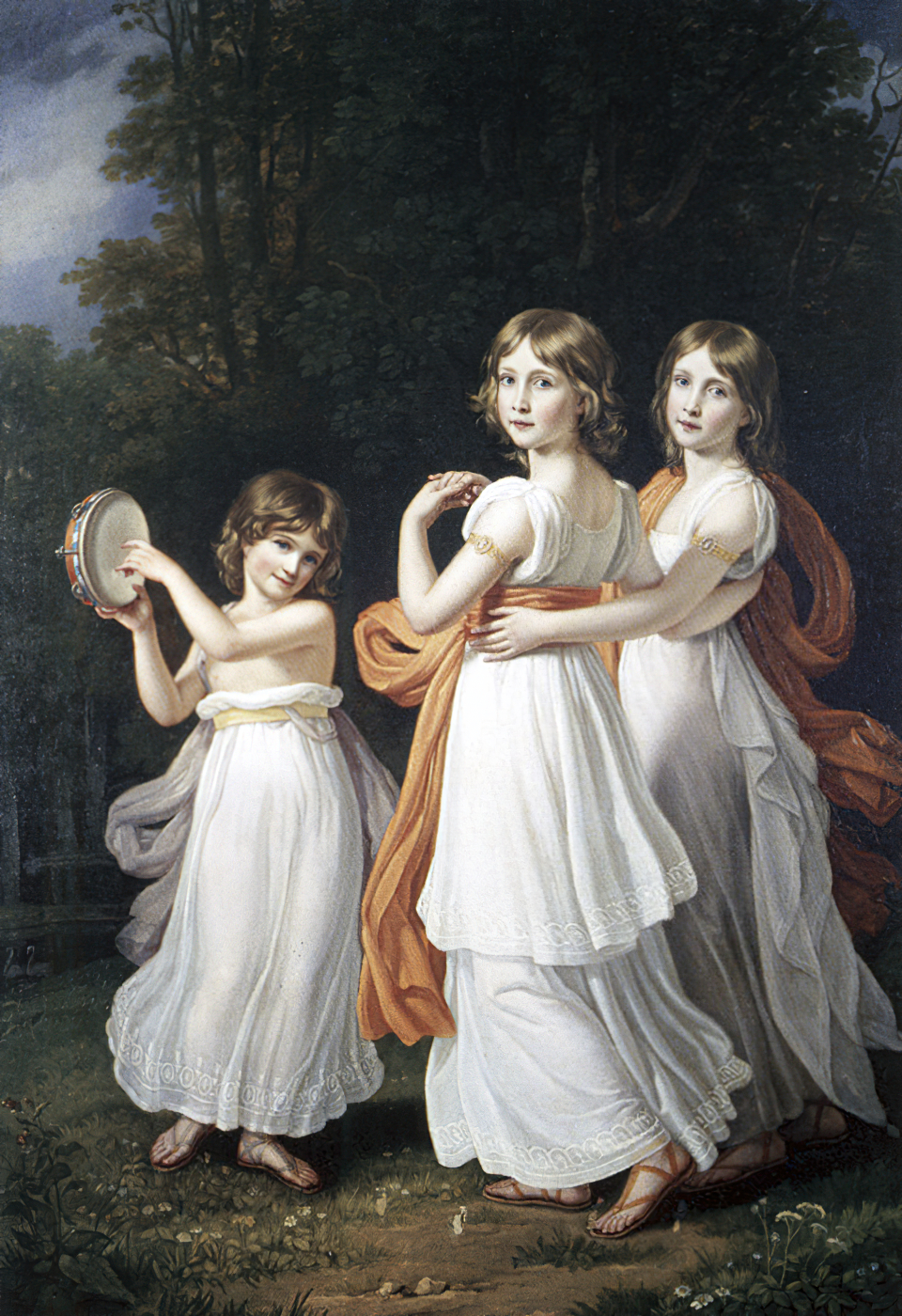
Portret al Mariei Anna cu sora sa geamănă Sofia și sora mai mică, Ludovika.

Maria Anna a fost a fiica regelui Maximilian I de Bavaria și a celei de-a doua soții Carolina de Baden. A fost sora geamănă a Prințesei Sofia a Bavariei (mama împăratului Franz Joseph al Austriei și a împăratului Maximilian I al Mexicului).

### Căsătorie
La 24 aprilie 1833 la Dresda, Maria s-a căsătorit cu Prințul moștenitor Frederic al Saxoniei al cărui frate, Prințul Ioan al Saxoniei, se căsătorise cu sora mai mare a Mariei, Prințesa Amalie Auguste de Bavaria.
În 1836, Frederic i-a succedat unchiului său Anton ca rege al Saxoniei. Maria Anna și Frederic nu au avut copii. Regele Frederic a fost succedat de fratele său, Ioan.